# Sara (Bibeln)
Sara var i Gamla Testamentet hustru till Abraham och enligt Första Mosebok 20:12 även hans halvsyster. Hennes namn var ursprungligen Sarai, men ändrades till Sara som betyder furstinna. Sara födde på sin ålderdom sonen Isak och blev genom honom israeliternas stammoder. Hon är begravd i Makpelagrottan i Hebron.